# Bucas Grande
Bucas Grande est une île de la mer des Philippines située dans la province de Surigao du Nord, aux Philippines. Elle est située au nord-est de Mindanao à une heure de navigation et se confond très exactement avec la municipalité de Soccoro.
La municipalité et l'île ont 20 304 habitants au recensement de 2010 et comporte 14 barangays
Leur superficie est de 114 km2.